# Halo (Starset-dal)
A Halo a Starset amerikai rockegyüttes harmadik kislemeze a Transmissions albumról. A dal legmagasabb helyezése a 16. volt a US Billboard Mainstream Rock Songs slágerlistán 2015-ben.

## Háttér
A Halo videóklipjét a Nerdisten adta ki először az együttes 2017 májusában. A szám legmagasabb helyezése a US Billboard Mainstream Rock Songs slágerlistán a 16. volt. 

## Kompozíció és téma
A dal szövegét Thomas Bell (fiktív személy) élete inspirálta. Dustin Bates szerelmes dalként jellemezte, amiben a férfi főszereplő perspektívájából láthatjuk a számot, akit a szerelme mindenre képessé tesz. Az együttes frontembere később elmondta, hogy a történetet a Batman történetéhez hasonlította és abból egészítette ki. 
A videóklip szintén ugyanabban a koncepcióban játszódik, ahol tudósok egy disztópikus jövőben küzdenek (ugyan nem látható, de) baljós erők ellen, miközben egy férfi tudós egy nőt próbál megtalálni a folyamatban.
Hangzásilag az újságírók a Linkin Parkhoz, a Thirty Seconds to Marshoz és a Muse-hoz hasonlították.

## Fogadtatás
Az újságírók nagy általánosságban méltatták a dalt. Matt Grossinger szerint Bates valós háttere (Villamosmérnöki PhD) még több értelmet adott a szám üzenetének. 

## Előadók
- Dustin Bates – ének, gitár
- Brock Richards – szólógitár
- Ron DeChant – basszus
- Adam Gilbert – dobok

## Slágerlisták
| Slágerlisták (2014) | Legmagasabb pozíció |
| ------------------- | ------------------- |
| US Mainstream Rock  | 16                  |

## Fordítás
Ez a szócikk részben vagy egészben  a   Halo (Starset song) című angol Wikipédia-szócikk ezen változatának fordításán alapul.  Az eredeti cikk szerkesztőit annak laptörténete sorolja fel. Ez a jelzés csupán a megfogalmazás eredetét és a szerzői jogokat jelzi, nem szolgál a cikkben szereplő információk forrásmegjelöléseként.